# Taça Europeia Feminina de Hóquei em Patins de 2011–12
A Taça Europeia Feminina de Hóquei em Patins 2011/12 foi a 6ª edição da Taça Europeia Feminina de Hóquei em Patins organizada pelo CERH. Teve lugar entre 21 Janeiro de 2012 e 6 de Maio de 2012, e participaram 11 clubes de 5 países.
Na final a equipa do Biesca Gijón HC  derrotou o Girona CH e conquistou o seu 4º título. GDR Os Lobinhos and US Coutras, também participaram na Final Four, organizada em Sintra, Portugal.

## Taça Europeia Feminina 2011/12
As equipas classificadas são: 
| Taça Feminina 2011/12 | Taça Feminina 2011/12 | Taça Feminina 2011/12 | Taça Feminina 2011/12 |
| --------------------- | --------------------- | --------------------- | --------------------- |
| Biesca Gijón HC       | Girona CH             | CP Voltregá           | CE Arenys de Munt     |
| US Coutras            | CS Noisy le Grand     |                       |                       |
| ERG Iserlohn          | TUS Dusseldorf        |                       |                       |
| GDR Os Lobinhos       | UDC Nafarros          |                       |                       |
| RHC Diessbach         |                       |                       |                       |

## Pré-Eliminatória
| Visitado          | Result. | Visitante       | 1ª mão | 2ª mão |
| ----------------- | ------- | --------------- | ------ | ------ |
| CS Noisy le Grand | 2–6     | ERG Iserlohn    | 0–3    | 2–3    |
| RHC Diessbach     | 4–16    | GDR Os Lobinhos | 2–6    | 2–10   |
| UDC Nafarros      | 4–14    | Girona CH       | 2–4    | 2–10   |

## Quartos-Final
| Visitado          | Result. | Visitante       | 1ª mão | 2ª mão |
| ----------------- | ------- | --------------- | ------ | ------ |
| US Coutras        | 4–3     | CP Voltregà     | 2–0    | 2–3    |
| CE Arenys de Munt | 0–11    | Girona CH       | 0–6    | 0–5    |
| TUS Dusseldorf    | 4–22    | GDR Os Lobinhos | 1–9    | 3–13   |
| ERG Iserlohn      | 5–6     | Biesca Gijón HC | 0–2    | 5–4    |

## Final Four
- Sintra, Portugal

|  | Semifinais      | Semifinais      |   |                 | Final             | Final |  |
|  |                 |                 |   |                 |                   |       |  |
|  | 5 Maio          |                 |   |                 |                   |       |  |
|  | GDR Os Lobinhos | 2               |   |                 |                   |       |  |
|  | Girona CH       | 3               |   |                 |                   |       |  |
|  |                 |                 |   |                 |                   |       |  |
|  |                 |                 |   |                 | 6 Maio            |       |  |
|  |                 |                 |   |                 | Espanha Girona CH | 0     |  |
|  |                 | Biesca Gijón HC | 3 |                 |                   |       |  |
|  |                 |                 |   |                 |                   |       |  |
|  |                 |                 |   |                 |                   |       |  |
|  |                 |                 |   |                 | Terceiro lugar    |       |  |
|  | 5 Maio          | 5 Maio          |   | 6 Maio          | 6 Maio            |       |  |
|  | US Coutras      | 1               |   | GDR Os Lobinhos | 3                 |       |  |
|  | Biesca Gijón HC | 3               |   |                 | US Coutras        | 2     |  |

| Biesca Gijón HC (4º) |

## Ligações Externas
- CERH website

### Internacional
- Ligações para todos os sítios de hóquei
- Mundook- Sítio com notícias de todo o mundo do hóquei
- Hoqueipatins.com - Sítio com todos os resultados de Hóquei em Patins